# Kounzié
Kounzié est une localité du nord-est de la Côte d'Ivoire et appartenant au département de Bouna, Région du Zanzan. La localité de Kounzié est un chef-lieu de commune.